# Anua expedita
Anua expedita är en fjärilsart som beskrevs av Walker 1858. Anua expedita ingår i släktet Anua och familjen nattflyn. Inga underarter finns listade i Catalogue of Life.